# Arronnes
Arronnes település Franciaországban, Allier megyében. Lakosainak száma 382 fő (2022. január 1.). Arronnes Busset, La Chapelle, Ferrières-sur-Sichon, Le Mayet-de-Montagne, Lachaux, Ris és Molles községekkel határos.

## Népesség
A település népességének változása:
| Lakosok száma | 375  | 329  | 299  | 362  | 372  | 375  | 374  | 372  | 376  | 382  |
|               | 1968 | 1982 | 1990 | 2006 | 2013 | 2015 | 2017 | 2019 | 2020 | 2022 |